# Futbol'nyj Klub Luč-Ėnergija 2007
Questa voce raccoglie le informazioni riguardanti la Luč-Ėnergija nelle competizioni ufficiali della stagione 2007.

## Stagione
Per il secondo anno consecutivo il club ha disputato la Prem'er-Liga: dopo il settimo posto della stagione precedente (record storico), la squadra finì quattordicesima a pari merito con il Kuban Krasnodar (retrocesso) e il Kryl'ja Sovetov Samara, ottenendo la salvezza solo grazie al più alto numero di vittorie (8 contro 7).
In Coppa di Russia l'eliminazione arrivò subito, ai sedicesimi di finale, per mano del Metallurg Krasnojarsk.

## Rosa
| N. |                               | Ruolo | Calciatore               |
| -- | ----------------------------- | ----- | ------------------------ |
| 1  | Russia (bandiera)             | P     | Aleksandr Chikhradze     |
| 2  | Russia (bandiera)             | D     | Konstantin Lobov         |
| 3  | Ucraina (bandiera)            | D     | Dmitrij Semochko         |
| 4  | Serbia (bandiera)             | D     | Rade Novković            |
| 5  | Macedonia del Nord (bandiera) | D     | Igor Kralevski           |
| 7  | Russia (bandiera)             | C     | Evgenij Kuznetsov        |
| 8  | Russia (bandiera)             | C     | Aleksej Ivanov           |
| 10 | Russia (bandiera)             | A     | Aleksandr Tikhonovetskij |
| 11 | Russia (bandiera)             | A     | Maksim Astaf'ev          |
| 13 | Bielorussia (bandiera)        | D     | Sergej Štanjuk           |
| 14 | Russia (bandiera)             | A     | Semёn Mel'nikov          |
| 15 | Russia (bandiera)             | C     | Beslan Adzhindzhal       |
| 17 | Russia (bandiera)             | D     | Aleksandr Šešukov        |

| N. |                      | Ruolo | Calciatore         |
| -- | -------------------- | ----- | ------------------ |
| 18 | Russia (bandiera)    | D     | Dmitrij Kabanov    |
| 20 | Russia (bandiera)    | A     | Andrej Ospešinskij |
| 21 | Russia (bandiera)    | C     | Ruslan Adzhindzhal |
| 23 | Rep. Ceca (bandiera) | P     | Marek Čech         |
| 24 | Russia (bandiera)    | C     | Dmitrij A. Smirnov |
| 27 | Russia (bandiera)    | C     | Georgij Bazaev     |
| 28 | Serbia (bandiera)    | A     | Nenad Stojanović   |
| 29 | Russia (bandiera)    | C     | Aleksej Arkhipov   |
| 30 | Russia (bandiera)    | C     | Dmitrij N. Smirnov |
| 33 | Russia (bandiera)    | C     | Denis Bolšakov     |
| 77 | Russia (bandiera)    | C     | Roman Voidel       |
| 90 | Russia (bandiera)    | P     | Kirill Muzyka      |
| 99 | Russia (bandiera)    | C     | Evgenij Ivanov     |

### Squadra riserve
| N. |                   | Ruolo | Calciatore        |
| -- | ----------------- | ----- | ----------------- |
| 31 | Russia (bandiera) | A     | Vladimir Merkulov |
| 32 | Russia (bandiera) | A     | Viktor Fomičev    |
| 35 | Russia (bandiera) | D     | Pavel Gannesen    |
| 55 | Russia (bandiera) | A     | Nikita Zamoroka   |
| 56 | Russia (bandiera) | A     | Maksim Kazakov    |
| 58 | Russia (bandiera) | C     | Sergej Litvinov   |

| N. |                   | Ruolo | Calciatore     |
| -- | ----------------- | ----- | -------------- |
| 59 | Russia (bandiera) | C     | Viktor Šarov   |
| 60 | Russia (bandiera) | D     | Sergej Fisenko |
| 63 | Russia (bandiera) | A     | Anton Kasatkin |
| 69 | Russia (bandiera) | P     | Andrej Fisenko |
| 87 | Russia (bandiera) | C     | Artёm Mikheev  |

## Risultati

### Campionato
| Vladivostok 10 marzo 2007 1ª giornata | Luč-Ėnergija | 0 – 1 referto | FK Mosca | Stadio Dinamo |

| Ramenskoe 18 marzo 2007 2ª giornata | Saturn | 0 – 1 referto | Luč-Ėnergija | Saturn Stadium |

| Vladivostok 1º aprile 2007 3ª giornata | Luč-Ėnergija | 1 – 1 referto | Rostov | Stadio Dinamo |

| Mosca 8 aprile 2007 4ª giornata | Spartak Mosca | 2 – 1 referto | Luč-Ėnergija | Stadio Lužniki |

| Vladivostok 14 aprile 2007 5ª giornata | Luč-Ėnergija | 1 – 0 referto | Amkar Perm' | Stadio Dinamo |

| Vladivostok 22 aprile 2007 6ª giornata | Luč-Ėnergija | 0 – 1 referto | Zenit San Pietroburgo | Stadio Dinamo |

| Vladivostok 28 aprile 2007 7ª giornata | Luč-Ėnergija | 0 – 1 referto | Dinamo Mosca | Stadio Dinamo |

| Vladivostok 5 maggio 2007 8ª giornata | Luč-Ėnergija | 0 – 0 referto | Tom' Tomsk | Stadio Dinamo |

| Samara 12 maggio 2007 9ª giornata | Kryl'ja Sovetov Samara | 3 – 0 referto | Luč-Ėnergija | Stadio Metallurg (Samara) |

| Krasnodar 19 maggio 2007 10ª giornata | Kuban' | 1 – 1 referto | Luč-Ėnergija | Stadio Kuban' |

| Kazan' 26 maggio 2007 11ª giornata | Rubin | 3 – 0 referto | Luč-Ėnergija | Stadio Centrale di Kazan' |

| Vladivostok 10 giugno 2007 12ª giornata | Luč-Ėnergija | 4 – 0 referto | CSKA Mosca | Stadio Dinamo |

| Vladivostok 16 giugno 2007 13ª giornata | Luč-Ėnergija | 3 – 0 referto | Lokomotiv Mosca | Stadio Dinamo |

| Vladivostok 23 giugno 2007 14ª giornata | Luč-Ėnergija | 1 – 1 referto | Chimki | Stadio Dinamo |

| Nal'čik 30 giugno 2007 15ª giornata | Spartak-Nal'čik | 2 – 0 referto | Luč-Ėnergija | Spartak Stadium |

| Vladivostok 14 luglio 2007 16ª giornata | Luč-Ėnergija | 2 – 1 referto | Saturn | Stadio Dinamo |

| Rostov sul Don 21 luglio 2007 17ª giornata | Rostov | 1 – 1 referto | Luč-Ėnergija | Stadio Olimp-2 |

| Vladivostok 28 luglio 2007 18ª giornata | Luč-Ėnergija | 1 – 1 referto | Spartak Mosca | Stadio Dinamo |

| Perm' 4 agosto 2007 19ª giornata | Amkar Perm' | 1 – 0 referto | Luč-Ėnergija | Stadio Zvezda |

| San Pietroburgo 11 agosto 2007 20ª giornata | Zenit San Pietroburgo | 3 – 1 referto | Luč-Ėnergija | Stadio Petrovskij |

| Mosca 18 agosto 2007 21ª giornata | Dinamo Mosca | 1 – 0 referto | Luč-Ėnergija | Stadio Dinamo |

| Tomsk 25 agosto 2007 22ª giornata | Tom' Tomsk | 3 – 1 referto | Luč-Ėnergija | Trud Stadium |

| Vladivostok 1º settembre 2007 23ª giornata | Luč-Ėnergija | 0 – 0 referto | Kryl'ja Sovetov Samara | Stadio Dinamo |

| Vladivostok 22 settembre 2007 24ª giornata | Luč-Ėnergija | 1 – 0 referto | Kuban' | Stadio Dinamo |

| Vladivostok 29 settembre 2007 25ª giornata | Luč-Ėnergija | 2 – 0 referto | Rubin | Stadio Dinamo |

| Mosca 7 ottobre 2007 26ª giornata | CSKA Mosca | 4 – 0 referto | Luč-Ėnergija | Stadio Dinamo |

| Mosca 20 ottobre 2007 27ª giornata | Lokomotiv Mosca | 1 – 1 referto | Luč-Ėnergija | Stadio Lokomotiv |

| Chimki 27 ottobre 2007 28ª giornata | Chimki | 3 – 0 referto | Luč-Ėnergija | Stadio Rodina |

| Vladivostok 3 novembre 2007 29ª giornata | Luč-Ėnergija | 2 – 1 referto | Spartak-Nal'čik | Stadio Dinamo |

| Mosca 11 novembre 2007 30ª giornata | FK Mosca | 3 – 1 referto | Luč-Ėnergija | Stadio Ėduard Strel'cov |

### Coppa di Russia
| Krasnojarsk 27 giugno 2007 Quinto turno | Metallurg Krasnojarsk | 1 – 0 referto | Luč-Ėnergija | Central'nyj stadion KUOR |